# Ojo de Agua, Ocozocoautla de Espinosa
Ojo de Agua är en ort i Mexiko.   Den ligger i kommunen Ocozocoautla de Espinosa och delstaten Chiapas, i den sydöstra delen av landet, 700 km sydost om huvudstaden Mexico City. Ojo de Agua ligger 801 meter över havet och antalet invånare är 205.
Terrängen runt Ojo de Agua är huvudsakligen kuperad, men åt nordost är den platt. Ojo de Agua ligger nere i en dal. Runt Ojo de Agua är det ganska glesbefolkat, med 48 invånare per kvadratkilometer. Närmaste större samhälle är Ocozocoautla de Espinosa, 16,1 km norr om Ojo de Agua. I omgivningarna runt Ojo de Agua växer huvudsakligen savannskog.